# Erste Klasse 1911/1912
První ročník Erste Klasse (1. rakouské fotbalové ligy) se konal od 1. září 1911 do 25. srpna 1912.
Soutěže se zúčastnilo opět dvanáct klubů, ale po čtyřech kolech se odhlásila AC Viktoria Vídeň. Všechny kluby byly z města Vídeň. Jednalo se o třetí fotbalovou soutěž po maďarské a české lize v Rakousku-Uhersku.
Ligu vyhrál SK Rapid Vídeň a nejlepším střelcem se stal hráč 1. Vídeň FC 1894 Johann Schwarz, který vstřelil 22 branek.